# Cebu
Cebu é um província de  primeira classe de renda da província (d) na região Visayas Centrais (Região VII), nas Filipinas. De acordo com o censo de 1 de maio  de  2020 possui uma população de 3 325 385 pessoas e 662 639 domicílios.
Sua capital e maior cidade é a cidade de Cebu, apelidada de "a cidade rainha do sul", a cidade mais antiga e a primeira capital das Filipinas, que é politicamente independente do governo provincial.
A Área Metropolitana de Cebu ou Metro Cebu é a segunda maior área metropolitana nas Filipinas (depois da Metro Manila) com a cidade de Cebu como o principal centro de comércio, comércio, educação e indústria nas Visayas. Sendo uma das províncias mais desenvolvidas das Filipinas, em uma década ela se transformou em um centro global de serviços de processamento de negócios, turismo, navegação, fabricação de móveis e indústria pesada. O Aeroporto Internacional Mactan-Cebu, localizado na Ilha Mactan, é o segundo aeroporto mais movimentado das Filipinas.

## Subdivisões
Municípios
- Alcantara
- Alcoy
- Alegria
- Aloguinsan
- Argao
- Asturias
- Badian
- Balamban
- Bantayan
- Barili
- Boljoon
- Borbon
- Carmen
- Catmon
- Compostela
- Consolacion
- Cordova
- Daanbantayan
- Dalaguete
- Dumanjug
- Ginatilan
- Liloan
- Madridejos
- Malabuyoc
- Medellin
- Minglanilla
- Moalboal
- Oslob
- Pilar
- Pinamungahan
- Poro
- Ronda
- Samboan
- San Fernando
- San Francisco
- San Remigio
- Santa Fe
- Santander
- Sibonga
- Sogod
- Tabogon
- Tabuelan
- Tuburan
- Tudela

Cidades
- Bogo
- Carcar
- Dánao
- Naga
- Talisay
- Toledo
- Cidade de Cebu  (Independente administrativamente da província mas agrupada sob Cebu pela Autoridade Filipina de Estatísticas.)
- Cidade do Lapu-Lapu  (Independente administrativamente da província mas agrupada sob Cebu pela Autoridade Filipina de Estatísticas.)
- Mandaue (Administrativamente independente da província, mas agrupada sob Cebu pelo Philippine Statistics Authority. No entanto, os eleitores qualificados em Mandaue são autorizados a votar em eleições para funcionários provinciais Cebu por força da Lei da República nº 6641, de acordo com a seção 452-C do Código do Governo Local de 1991.)